# Elisabethstraße 9/9a (Hannover)

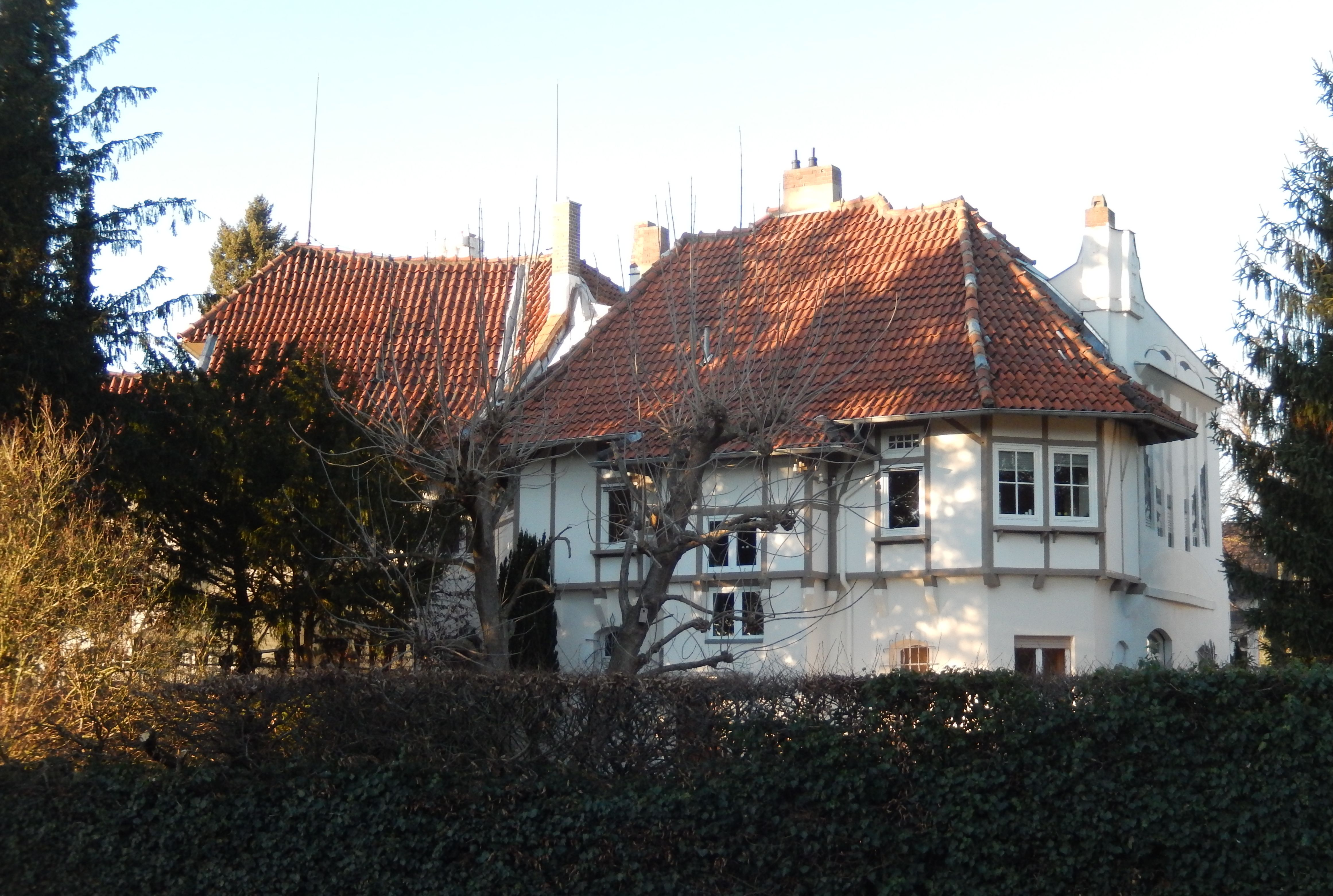
Gebäude Elisabethstraße 9, Südseite

Das Gebäude Elisabethstraße 9 und 9a in Hannover ist ein denkmalgeschütztes Doppelhaus, das durch seine Architektur aus sämtlichen Villen der niedersächsischen Landeshauptstadt besonders herausragt – ähnlich wie seine Geschichte. Standort der Anfang des 20. Jahrhunderts in den Formen des geometrischen Jugendstils von dem Architekten Ulrich Roediger errichteten Villa ist der hannoversche Stadtteil Kirchrode.

## Geschichte und Baubeschreibung

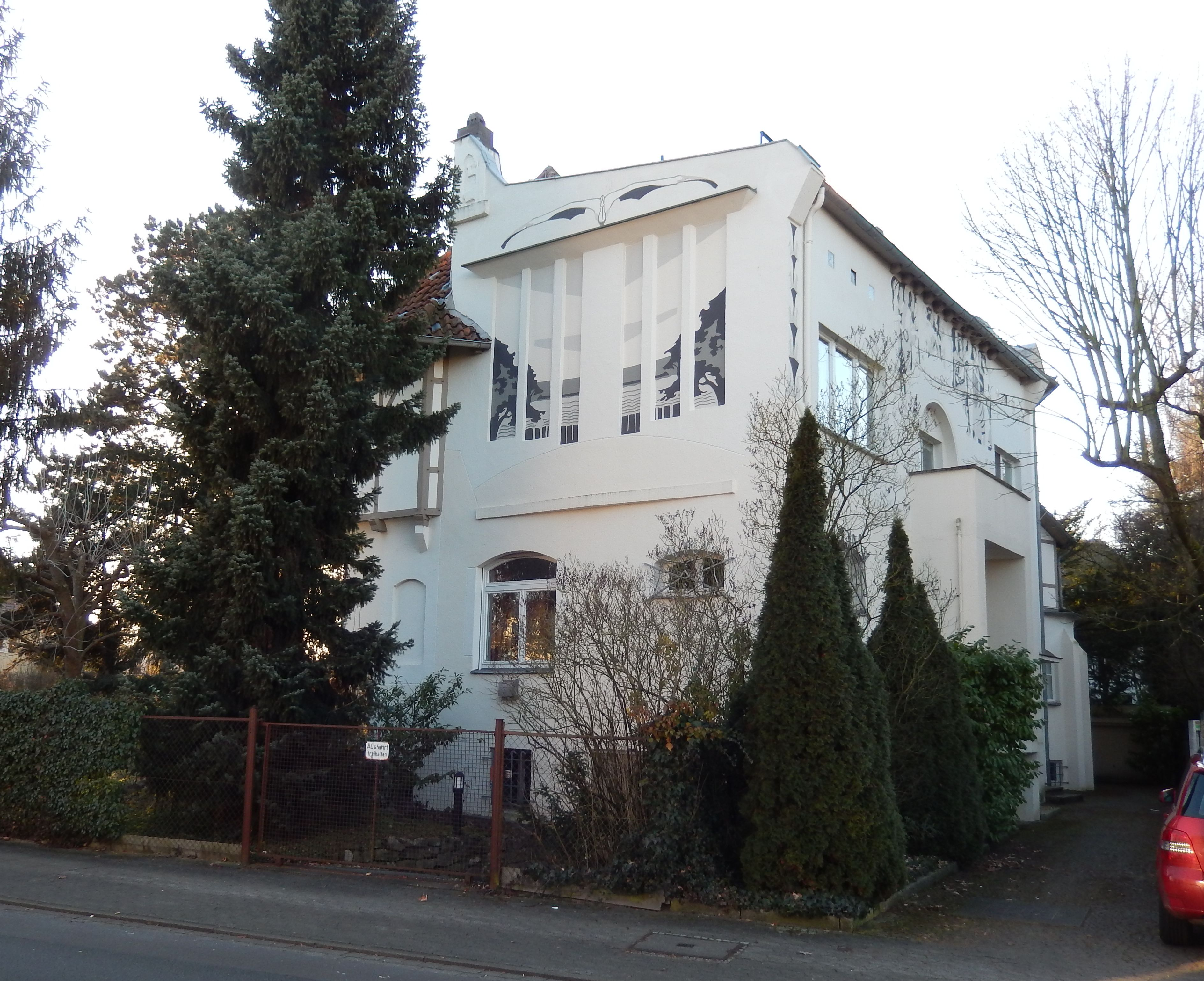
Gebäude Elisabethstraße 9, Ostseite

Als 1907 das Dorf Kirchrode nach Hannover eingemeindet wurde, wurde dort noch im selben Jahr die Elisabethstraße angelegt, laut den Hannoverschen Geschichtsblättern benannt „[...] nach der Mutter des Unternehmers, des Hofbesitzers Heinrich Jöhrens“, Elisabeth Jöhrens (geborene Meyer, * 11. Februar 1830 in Kirchrode; † 16. Mai 1894 ebenda). Ebenfalls im Jahr 1907 und bis 1908 ließen die Bauherren, die Eltern des Kunst- und Landschaftsmalers Hermann Meffert und Schwiegereltern von dessen Ehefrau und Malerkollegin Elisabeth, nachdem sie dem Bauern Jöhrens ein Doppelgrundstück an der Elisabethstraße abgekauft hatten, die Außen- und Innenarchitekten Gebrüder Roediger ihr Jugendstil-Doppelhaus errichten, inmitten von Feldern mit seinerzeit noch freier Sicht über das Wiesental und bis hinüber zu der alten Bockwindmühle auf dem Kronsberg.
Ulrich Roediger gliederte den Baukörper des Doppelhauses stark plastisch durch Vor- und Rücksprünge und versah das Gebäude mit einer starken Ausprägung des geometrischen Jugendstils. Das zur Ostfeldstraße gelegene Obergeschoss wurde großteils in Fachwerk ausgeführt, besticht jedoch noch heute insbesondere durch die Ausformulierung der Fassade zur Elisabethstraße. Dort ist sie in blendfensterartige, senkrechte Felder aufgeteilt, in denen durch ein Sgraffito eine Landschaft dargestellt ist – das Werk des Kunstmalers Hermann Mefferts, der bei der Gestaltung des Hauses ebenso mitgewirkt hatte wie der sich um ihn gruppierte Künstlerkreis.
Auch die Ausgestaltung beispielsweise des Wintergartens von der Haushälfte Nummer 9a und einiger Gitter vor den Fenstern ragt aus der Villenarchitektur Hannovers hervor. Doch „[...] die sehr schöne ursprüngliche Garteneinfriedung ist leider nicht mehr vorhanden“. Immerhin aber hat sich in beiden Hausteilen noch ein Großteil des ebenfalls von Ulrich Roediger entworfenen Inventars erhalten, beispielsweise die Treppen, Wandschränke und andere Möbel sowie die Türen mit den glasierten Klinkern an den Durchgängen.
Hermann Meffert und seine Ehefrau waren anfangs wohl die einzigen Vegetarier Kirchrodes. Der Maler und Individualist, der bald humorvoll auch als „Sonnenanbeter“ bezeichnet wurde, war bei seinen vielen Streifzügen durch die umliegende Natur – sein liebstes Objekt – schon von weitem durch seinen charakteristischen großen Malerhut erkennbar.
1912 wurde Mefferts Sohn Otto als Hausgeburt in der Villa in der Elisabethstraße geboren, der spätere Schriftsetzer und Typograph sowie Vertreter für die in der Theaterstraße firmierende Druckerei C. L. Schrader. Otto Meffert hatte sich unter anderem für die Ergänzung passender Glocken für die Kirchroder Jakobikirche eingesetzt.
Der Kunstmaler Hermann Meffert aber richtete in der Elisabethstraße 9a das seinerzeit größte Maleratelier Hannovers ein, später auch eine Malschule. Er war bis mindestens 1941 Eigentümer des von ihm bewohnten Hauses, während die Haushälfte Nummer 9 mittlerweile Eigentum des Landwirtes H. Bartels aus Fallingbostel geworden war.